# Daniel Tonso
Daniel Tonso (ca. 1954) es un deportista argentino, especializado en básquetbol en silla de ruedas, atletismo adaptado y natación adaptada. Representó a la Argentina en los Juegos Paralímpicos de Heidelberg 1972 donde ganó la medalla de bronce en básquetbol en silla de ruedas.Por sus logros deportivos fue reconocido en Argentina como Maestro del Deporte.

## Carrera deportiva

### Juegos Paralímpicos de Heidelberg 1972
Daniel Tonso integró la delegación argentina a los Juegos Paralímpicos de Heidelberg 1972, compitiendo en natación 50 m espalda (11º posición), natación 50 m libre (14º posición), y slalom en silla de ruedas (15º posición).

#### Medalla de bronce en básquetbol en silla de ruedas
Daniel Tonso integró el equipo masculino que obtuvo la medalla de bronce en básquetbol en silla de ruedas: Juan Luis Costantini, Héctor Leurino (capitán), Guillermo Prieto, Alberto Parodi, Daniel Tonso, Luis Grieb, Juan Vega, Rubén Ferrari y Aldo Di Meola.
Participaron nueve países: Argentina, Australia Estados Unidos, Francia, Gran Bretaña, Israel, Italia, Países Bajos y Suecia que fueron dividos en dos grupos. Argentina salió primera en el Grupo A, ganándole a Gran Bretaña 56-48, a Suecia 78-26, a Países Bajos 61-36 y a Italia 70-44. En la semifinal perdió con Israel por un solo doble (53-55). El partido por la medalla de bronce fue contra Gran Bretaña, volviéndola a vencer esta vez por 54-39. Al año siguiente el equipo argentino se consagraría campeón mundial.
| Baloncesto Varones | Baloncesto Varones | Baloncesto Varones |
|                    | País               |                    |
| ------------------ | ------------------ | ------------------ |
| 1                  | Estados Unidos     |                    |
| 2                  | Israel             |                    |
| 3                  | Argentina          |                    |
| Fuente: IPC.       |                    |                    |